# Бе-103

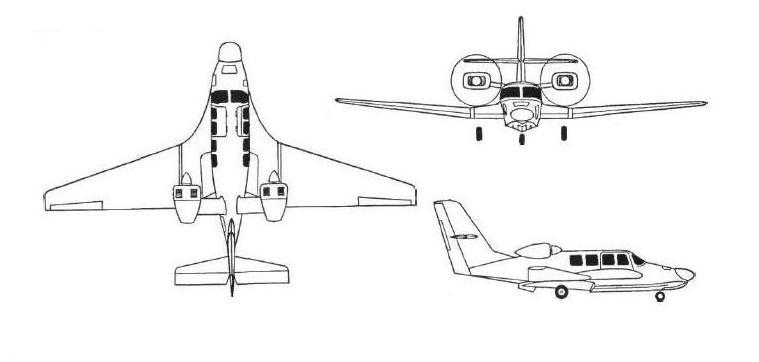
Схема Бе-103

Бe-103 — лёгкий самолёт-амфибия многоцелевого назначения предназначен для выполнения следующих задач: грузо-пассажирские перевозки; оказание срочной медицинской помощи; патрулирование, противопожарный и экологический надзор, контроль акваторий; туристический бизнес.  Амфибиевные качества Бе-103 обеспечивают его широкое использование в различных районах, имеющих большое количество рек, озер, водохранилищ, труднодоступных для других видов транспорта. Создан в ОКБ Бериева.

## История создания
Разработка самолёта началась в начале 90-х годов. Данный проект был инициативным и преследовал две основные цели — отработать гидро- и аэродинамические компоновки сверхтяжелых гидросамолетов со взлетной массой более 500 тонн и создать многоцелевую амфибию для перевозок пассажиров и грузов на местных линиях страны. Бе-103 стал масштабной летающей моделью амфибии с необычной для машин такого класса аэрогидродинамической компоновкой. Бе-103 первый самолет-амфибия, созданный не по заказу военных.
Первый полёт Бе-103 состоялся 15 июля 1997 года.
Кроме базового пассажирского варианта разработан целый ряд модификаций самолета-амфибии: транспортный, административный, санитарный (один лежачий больной, один-два сидячих, один медработник), патрульный, экологический.
Серийно производился на Комсомольском-на-Амуре Авиационном Производственном Объединении. Несколько штук эксплуатируются в России, 3 самолета продано в США (в 2003 г.) и 2 в Китай (в 2010 г.).
Самолет-амфибия Бе-103 спроектирован в соответствии с нормами летной годности АП-23 (Россия) и FAR-23 (США).
21 декабря 2001 года был получен сертификат типа по шуму на местности № СШ 126-Бе-103.
26 декабря 2001 г. самолет получил сертификат типа № СТ204-Бе-103 нормальной категории по АП-23.
26 декабря 2002 года было получено дополнение к сертификату типа № СТ204-Бе-103/Д1, которое расширяет условия эксплуатации при выполнении полетов на грунтовых аэродромах.
11 июля 2003 г. в США на выставке Экспериментальной Авиации FAA выдала сертификат типа № A55СЕ воздушного судна нормальной категории в соответствии с FAR-23.
24 декабря 2003 года было получено дополнение к Российскому сертификату типа № СТ204-Бе-103/Д2, который расширяет диапазон ожидаемых условий эксплуатации - температур наружного воздуха у земли до +35oC.
19 апреля 2004 года было получено дополнение к Российскому сертификату типа № СТ204-Бе-103/Д3, который расширяет диапазон ожидаемых условий эксплуатации - температур наружного воздуха у земли до -30oC.
17 ноября 2004 года было получено дополнение к Российскому сертификату типа № СТ204-Бе-103/Д4, задействование реверса воздушных винтов.
3 августа 2005 года Авиационные власти Бразилии (в лице Отделения сертификации гражданской авиатехники - CTA-IFI-CAvC/Civil Aviation Certification Division) выдали Одобрение Сертификата Типа на самолет Бе-103, № 2005T15.
22 декабря 2005 года Управление гражданской авиации Китая (СААС) выдало сертификат типа № VTC173A на самолет-амфибию Бе-103.
23 декабря 2008 получен европейский сертификат типа EASA.IM.A.341 на самолет-амфибию Бе-103.

## Конструкция[1]
Самолет-амфибия Бе-103 - моноплан с низкорасположенным, водоизмещающим трапециевидным крылом. Экипаж - один пилот. В пассажирской кабине могут размещаться пять пассажиров.
Фюзеляж - клёпаная лодка из алюминиевых сплавов с применением специальных мер антикоррозионной защиты и из композиционных материалов основе стеклонаполнителей.  Лодка разделена водонепроницаемыми перегородками на пять отсеков: носовой, передний технический, кабина и багажный отсек, задний технический и хвостовой отсеки.         Носовой отсек - в нем размещена передняя опора шасси и механизм ее уборки и выпуска. На верхней поверхности отсека установлена рамочная антенна радиокомпаса. В передней части отсека возможна установка РЛС.                                                                                                                                                                                                                              Передний технический отсек - здесь находится аккумулятор и распределительное устройство электроснабжения, блоки радиосвязного и радионавигационного оборудования. Для доступа к оборудованию в бортах лодки предусмотрены эксплуатационные люки.                                                                                                                                                                Кабина самолета - рабочее место пилота и кресла для пассажиров, шесть кресел, расположенных в два ряда с центральным проходом. Для входа и выхода из кабины предусмотрен встроенный трап. Под каждым креслом находится надувной спасательный жилет. В передней части кабины размещено морское оборудование. Кабина имеет большую площадь остекления.                                                                                                                                                                                                                                                               Багажный отсек отделен от кабины перегородкой. В задней части багажного отсека размещены блоки системы электроснабжения  и узел регулирования температуры системы обогрева кабины. Под полом кабины расположены тяги и качалки системы управления самолетом, проводка управления двигателями, электрожгуты и трубопроводы системы обогрева и вентиляции кабины, а также трубопроводы гидросистемы.
Задний технический отсек - здесь расположены проводки управления стабилизатором и рулем направления, а также проводка управления двигателями, трубопроводы топливной системы, блоки систем контроля и фильтры топливной системы. В верхней части отсека закреплен кессон пилонов двигателей. Внутри кессона размещены расходные баки и трубопроводы топливной системы.
Хвостовой отсек - здесь находится проводка управления стабилизатором и рулем направления, электрожгуты и задний силовой узел, предназначенный для швартовки и буксировки самолета.
- Крыло - состоит из центроплана и двух отъёмных консолей. Крыло цельнометаллическое, трапециевидное в плане с корневыми наплывами. Кессон крыла разделен на отсеки водонепроницаемыми перегородками, что обеспечивает непотопляемость самолета. На отъёмных частях крыла установлены посадочно-рулежные фары, а на законцовках размещены аэронавигационные огни. На нижней поверхности отъёмных частей крыла закреплены кронштейны для швартовки самолета на земле.
- Хвостовое оперение - Вертикальное оперение - свободнонесущее, однокилевое. Горизонтальное оперение - в средней части киля установлен цельноповоротный, управляемый стабилизатор. В верхней части киля размещена антенна связной радиостанции, а также якорный и хвостовые огни.
- Шасси - трехстоечное, с передней стойкой. Шасси убирающееся в полёте, управление уборкой и выпуском гидравлическое.
- Силовая установка - два поршневых шестицилиндровых двигателя воздушного охлаждения мощностью по 210 л.с. каждый. Воздушные винты реверсивные тянущие, трёхлопастные с изменяемым шагом. Диаметр винта 1,83 м. Двигатели установлены  в обтекаемых гондолах на пилонах по обеим сторонам лодки над задней частью центроплана. Топливо расположено в двух баках в центроплане и в расходных баках в пилонах двигателей.
- Система управления - механическая. Проводка управления стабилизатором и элеронами - жесткая, рулем направления - тросовая. Управление триммерами стабилизатора и руля направления - электромеханическое. Проводка управления выполнена для одного пилота. Автопилот устанавливается по требованию заказчика, также по требованию заказчика предусмотрена возможность установки двойных органов управления.
- Электрооборудование - источники энергии на борту - два генератора постоянного тока, установленные на двигателях и одна аккумуляторная батарея. Аккумуляторная батарея применяется на земле для автономного запуска двигателей и в полете при отказе генераторов.  Для электропитания потребителей от наземных источников при обслуживании самолета предусмотрен разъем аэродромного питания.
- Пилотажно-навигационное оборудование - обеспечивает выполнение полетов в любое время дня и ночи в простых и сложных метеорологических условиях. Комплектация оборудования для российских и зарубежных заказчиков отличается.
- Противообледенительная система - передние стекла фонаря кабины обдуваются в полете изнутри горячим воздухом. Лопасти воздушных винтов оборудованы электротермической противообледенительной системой. Противообледенительная система устанавливается на самолете по требованию заказчика.
- Гидравлическая система - состоит из двух независимых систем уборки-выпуска шасси и системы торможения колес шасси. Насосная станция, бак, фильтры, датчики давления находятся в техническом отсеке. Трубопроводы гидросистемы расположены под полом кабины. Органы управления гидравлической станцией и шасси находятся на приборной доске летчика.

## Эксплуатация
Мореходные качества самолета достаточны для его эксплуатации при волнении до двух баллов (при высоте волны до полуметра) .
Для обеспечения непотопляемости, при затоплении части корпуса водой лодка и крыло самолёта разделены водонепроницаемыми перегородками на отсеки. Ниши шасси так же герметично отделены от внутреннего корпуса лодки.
- Бе-103 может эксплуатироваться как на оборудованных причалом акваториях, так и на необорудованных; как автономно, так и с помощью имеющихся подручных плавсредств.

Самолёт может выходить из воды самостоятельно на пологий берег и спускаться в воду по отлогому спуску. На стационарном, оборудованном лебедками гидроспуске с помощью тяговой лебёдки производится подъём или спуск самолёта за носовые буксировочные утки или за кормовой узел.
Самолёт Бе-103 на воде буксируется катером с помощью специального капронового каната, на якорной стоянке швартуется с помощью специального якорного уса, подсоединяемого к буксировочным уткам.
В кабине размещены предметы морского оборудования: якорь-кошка, линь с бросательным концом, багор и водозащитные рукавицы. Для удаления воды из отсеков фюзеляжа имеется специальный шприц.

## ЛТХ
- Размах крыла, м 12,72
- Длина самолета, м 10,65
- Высота самолета, м 3,757
- Площадь крыла, м² 25,1
- База шасси, м 4,064
- Колея шасси, м 2,273
- Длина, м 3,38
- Высота, м 1,23
- Максимальная ширина, м 1,25
- Площадь пола багажного отсека,  м³ 0,91
- Пустой эксплуатационный вес, кг 1824
- Снаряженный эксплуатационный вес, кг 1902
- Максимальный взлетный вес (суша, вода), кг 2270
- Максимальный посадочный вес (суша, вода), кг 2270
- Максимальное топливо, кг 245
- Тип топлива — бензин VP-100
- Максимальная полезная нагрузка, кг 368
- Максимальная крейсерская скорость (МСА, 3000м), км/ч 240
- Экономическая крейсерская скорость (МСА, 3000м), км/ч 190—210
- Эксплуатационный потолок, м 3000
- Практический потолок, м 5020
- Максимальная дальность полета (МСА, 3000 м, АН3 0,5ч), км 1070
- Длина разбега (МСА, уровень моря)
  -  — с суши, м 350
  -  — с воды, м 560
- Длина пробега (МСА, уровень моря)
  -  — на суше, м 400
  -  — на воде, м 360
- Мореходность:
  -  — баллы 2
  -  — высота волны, м 0,5
- Минимальная глубина водоема при эксплуатации, м 1,25
- Тип и мощность двигателя, л.с. TCM-IO-360ES[англ.]  2 x 210
- Винт трехлопастной реверсивный, изменяемого шага
- Экипаж, чел. 1
- Количество пассажиров, чел. 5

## Конкуренты
- Ла-8